# باول بيسلي
باول بيسلي (بالإنجليزية: Paul Beesley)‏ هو لاعب كرة قدم بريطاني في مراكز الدفاع وقلب الدفاع، ولد في 21 يوليو 1965 في ليفربول في المملكة المتحدة. لعب مع بورت فايل وشيفيلد يونايتد وليدز يونايتد ومانشستر سيتي ونادي بلاكبول ونادي بيليمينا يونايتد ونادي تشستر سيتي ونادي ستاليبريدج سيلتيك ونادي ليتون أورينت ووست بروميتش ألبيون وويغان أتلتيك.

## وصلات خارجية
- باول بيسلي على موقع قاعدة بيانات كرة القدم.إي يو (الإنجليزية)
- باول بيسلي على موقع Soccerbase.com (لاعب) (الإنجليزية)
- باول بيسلي على موقع عالم كرة القدم.نت (الإنجليزية)